# 변한후
변한후 왕음(卞韓侯 王愔, ? ~ 1086년 음력 9월 12일)은 고려의 왕족이다. 문종과 인예왕후의 8남이다.

## 생애

### 가계
고려의 제11대 왕 문종과 인예왕후의 8남이며, 생년은 명확하지 않다. 성은 왕, 이름은 음(愔), 본관은 개성이다. 순종, 선종, 숙종 등의 친동생이며, 권신 이자연의 외손자이다.

### 왕자 시절
1077년(문종 31년) 음력 3월 5일 정식으로 관작이 부여되어 검교사공 상주국 변한후가 되고 식읍 800호를 하사받았다. 이후 1086년(선종 3년) 음력 2월 21일 검교상서령 수사도의 관작이 더해지고, 식읍은 2,000호로 늘어났다..
왕음은 한때 이복 형제인 부여공 왕수가 자신과 친남매인 적경궁주와 혼인하는 것을 두고, 금관후 왕비, 진한공 왕유 등과 함께 해당 결혼은 근친혼이라며 그 부당함을 간하였으나, 왕은 이를 듣지 않았다.
왕음은 수사도에 오른 해인 1086년(선종 3년) 음력 9월 12일 세상을 떠나고 말았다. 사후 장순(章順)의 시호가 올려졌으며, 후사가 없어 불교의 예법에 의거하여 시체는 매장하지 않고 가루를 내어 산천에 뿌렸다.

## 가족 관계
- 조부 : 현종(顯宗, 992~1031)
- 조모 : 원혜왕후 김씨(元惠王后 金氏, ?~1022)
  - 아버지 : 문종(文宗, 1019~1083)
- 외조부 : 이자연(李子淵, 1003~1061)
- 외조모 : 계림국대부인 김씨(雞林國大夫人 金氏, 생몰년 미상)
  - 어머니 : 인예왕후 이씨(仁睿王后 李氏, ?~1092)
    - 형 : 순종(順宗, 1047~1083)
    - 형 : 선종(宣宗, 1049~1094)
    - 형 : 숙종(肅宗, 1054~1105)
    - 형 : 대각국사 의천(大覺國師 義天, 1055~1101)
    - 형 : 상안공 왕수(常安公 王琇, ?~1095)
    - 형 : 보응승통 왕규(普應僧統 王規, 생몰년 미상)
    - 형 : 금관후 왕비(金官侯 王㶨, ?~1092)
    - 동생 : 낙랑후 왕침(樂浪侯 王忱, ?~1083)
    - 동생 : 총혜수좌 왕경(聰慧首座 王璟, 생몰년 미상)
    - 남매 : 적경궁주(積慶宮主, 생몰년 미상)
    - 남매 : 보령궁주(保寧宮主, ?~1113)